# Kurtis Gabriel
Kurtis Gabriel (* 20. April 1993 in Newmarket, Ontario) ist ein ehemaliger kanadischer Eishockeyspieler. Der rechte Flügelstürmer bestritt zwischen 2014 und 2022 insgesamt 51 Partien für vier Teams der National Hockey League (NHL), kam jedoch überwiegend in der American Hockey League (AHL) zum Einsatz.

## Karriere
Gabriel verbrachte seine Juniorenzeit zunächst bis 2010 bei den Markham Waxers in den unterklassigen Juniorenligen der Provinz Ontario. Von dort wechselte der rechte Flügelstürmer im Sommer 2010 in die Ontario Hockey League, wo er fortan für die Owen Sound Attack auflief. Mit dem Team gewann er in seinem Rookiejahr die Meisterschaftstrophäe der OHL in Form des J. Ross Robertson Cups und vertrat es zudem im prestigeträchtigen Memorial Cup. Insgesamt verbrachte Gabriel vier Spielzeiten bis zum Sommer 2014 in Owen Sound und absolvierte in diesem Zeitraum 252 Spiele in der Liga. Zudem wurde er im NHL Entry Draft 2013 in der dritten Runde an 81. Stelle von den Minnesota Wild aus der National Hockey League ausgewählt.
Die Wild nahmen ihre Draftwahl im folgenden Frühjahr schließlich unter Vertrag und setzten ihn zum Ende der Saison 2013/14 noch in ihrem Farmteam, den Iowa Wild, aus der American Hockey League ein. Zu dessen Kader gehörte der Kanadier die folgenden vier Spieljahre – mit der Ausnahme, dass er in den Spielzeiten 2015/16 und 2016/17 zudem einige Einsätze für Minnesota in der NHL absolvierte, sich dort aber nicht etablieren konnte. Die Saison 2017/18 verbrachte der Angreifer wieder komplett in der AHL bei den Iowa Wild. Im Sommer 2018 wurde Gabriels auslaufender Vertrag nicht verlängert, woraufhin er als Free Agent zu den New Jersey Devils wechselte. In gleicher Weise wechselte er im Juli 2019 zu den Philadelphia Flyers, im November 2020 zu den San Jose Sharks sowie im Juli 2021 zu den Toronto Maple Leafs. Nachdem er bei den Maple Leafs bis Dezember 2021 lediglich im Farmteam Toronto Marlies eingesetzt worden war, wurde er im Tausch für Chad Krys in die Organisation der Chicago Blackhawks transferiert. Dort beendete er die Saison 2021/22 und gab anschließend im September 2022 das Ende seiner aktiven Laufbahn bekannt. Insgesamt hatte er 51 NHL- sowie 371 AHL-Partien absolviert.

## Erfolge und Auszeichnungen
- 2011 J.-Ross-Robertson-Cup-Gewinn mit den Owen Sound Attack

## Karrierestatistik
(Legende zur Spielerstatistik: Sp oder GP = absolvierte Spiele; T oder G = erzielte Tore; V oder A = erzielte Assists; Pkt oder Pts = erzielte Scorerpunkte; SM oder PIM = erhaltene Strafminuten; +/− = Plus/Minus-Bilanz; PP = erzielte Überzahltore; SH = erzielte Unterzahltore; GW = erzielte Siegtore; 1 Play-downs/Relegation; Kursiv: Statistik nicht vollständig)